# Thea Mengeler
Thea Mengeler (* 1988 in Meerbusch) ist eine deutsche Buchautorin. Ihr Debütroman Connect erschien 2022 bei Leykam, ihr zweites Werk Nach den Fähren 2024 bei Wallstein.

## Leben
Thea Mengeler wuchs in Krefeld auf. Von 2009 bis 2013 studierte sie Kommunikationsdesign an der Muthesius Kunsthochschule in Kiel und von 2017 bis 2020 Literarisches Schreiben und Lektorieren an der Uni Hildesheim. 2011 belegte sie zudem ein Auslandssemester in Fotografie an der Mimar Sinan Üniversitesi in Istanbul. Neben ihrem Studium arbeitete sie bis 2015 als Texterin in Werbeagenturen in Düsseldorf. Sie lebt in Hannover.

## Auszeichnungen
- 2020: Finalistin beim 28. Open Mike
- 2022: Styria Artist in Residence
- 2024: Rotahorn-Literaturpreis mit Max Höfler und Yuliia Iliukha[1]
- 2024: Preis der Hotlist 2024[2]

## Werke
- Connect. Leykam, Graz/Wien 2022, ISBN 978-3-701-18233-6.
- Nach den Fähren. Wallstein, Göttingen 2024, ISBN 978-3-835-35585-9.